# Goya (Stadt)
Goya ist die Hauptstadt des gleichnamigen Departamentos Goya im Südwesten der Provinz Corrientes im Nordosten Argentiniens. Sie liegt am Río Paraná und ist mit 73.511 Einwohnern (2012) die zweitgrößte Stadt der Provinz.

## Lage
Goya liegt am Ostufer des Río Paraná, der in der Gegend ein flaches Ufer bildet. Die Umgebung gehört zum Übergangsgebiet zwischen Pampa und Gran Chaco. Das Klima ist subtropisch und feucht.

## Geschichte
Zum ersten Mal wurde Goya 1772 urkundlich erwähnt. 1774 wurde der Ort als offizielle Zwischenstation auf dem Weg zwischen Asunción und Buenos Aires anerkannt. 1812 wurde das Straßennetz angelegt, und der Ort entwickelte sich nach und nach zu einem Flusshafen. 1852 erhielt Goya schließlich die Stadtrechte. 1878, 1905 und 1941 gab es Überschwemmungen, die jedoch die Entwicklung der Stadt nicht aufhalten konnten.

## Wirtschaft, Kultur, Bildung
Goya ist das Zentrum eines Gebietes, in dem vor allem Tabak angebaut wird. Des Weiteren ist die Stadt ein regionales Industriezentrum. Die Stadt verfügt über den Goya Airport (IATA: OYA, ICAO: SATG) mit einer Landebahn von 7415 ft.
Goya ist seit 1961 Bischofssitz des römisch-katholischen Diözese Goya. Die Stadt beheimatet den Bildstock der Dreimal Wunderbaren Mutter von Schönstatt.
Goya gehört zum Bezirk des deutschen Honorarkonsulates in Santa Fé, Argentinien.
Die staatlichen Hochschulen Universidad Nacional de Lomas de Zamora (UNLZ), Universidad Nacional del Nordeste (UNNE) sowie die privaten Hochschulen Katholische Universität von Salta (UCASAL), Universidad Empresarial Siglo 21, Universidad de la Cuenca del Plata (UCP) haben Niederlassungen in Goya.

## Veranstaltungen
In Goya wird Ende April/Anfang Mai das Surubí-Fest gefeiert. Der Surubí ist ein in der Region verbreiteter Fisch. Gleichzeitig wird die landwirtschaftlich-industrielle Messe Expo-Goya abgehalten.

## Söhne und Töchter der Stadt
- José Tiburcio Borda (1869–1936), Psychiater
- Horacio Ramón Cardozo, Fußballspieler
- Federico Kammerichs (* 1980), Basketballspieler
- Pedro Monzón (* 1962), Fußballspieler
- Armando Noguera, Sänger
- Ángel Piz (* 1992), Fußballspieler
- Kevin Zenón (* 2001), Fußballspieler

## Städtepartnerschaften
- Deutschland, Neustadt bei Coburg
- Argentinien, Reconquista
- Vereinigte Staaten, Lake Charles
- Uruguay, Salto
- Vereinigte Staaten, San Juan Capistrano
- Brasilien, Uruguaiana

## Galerie

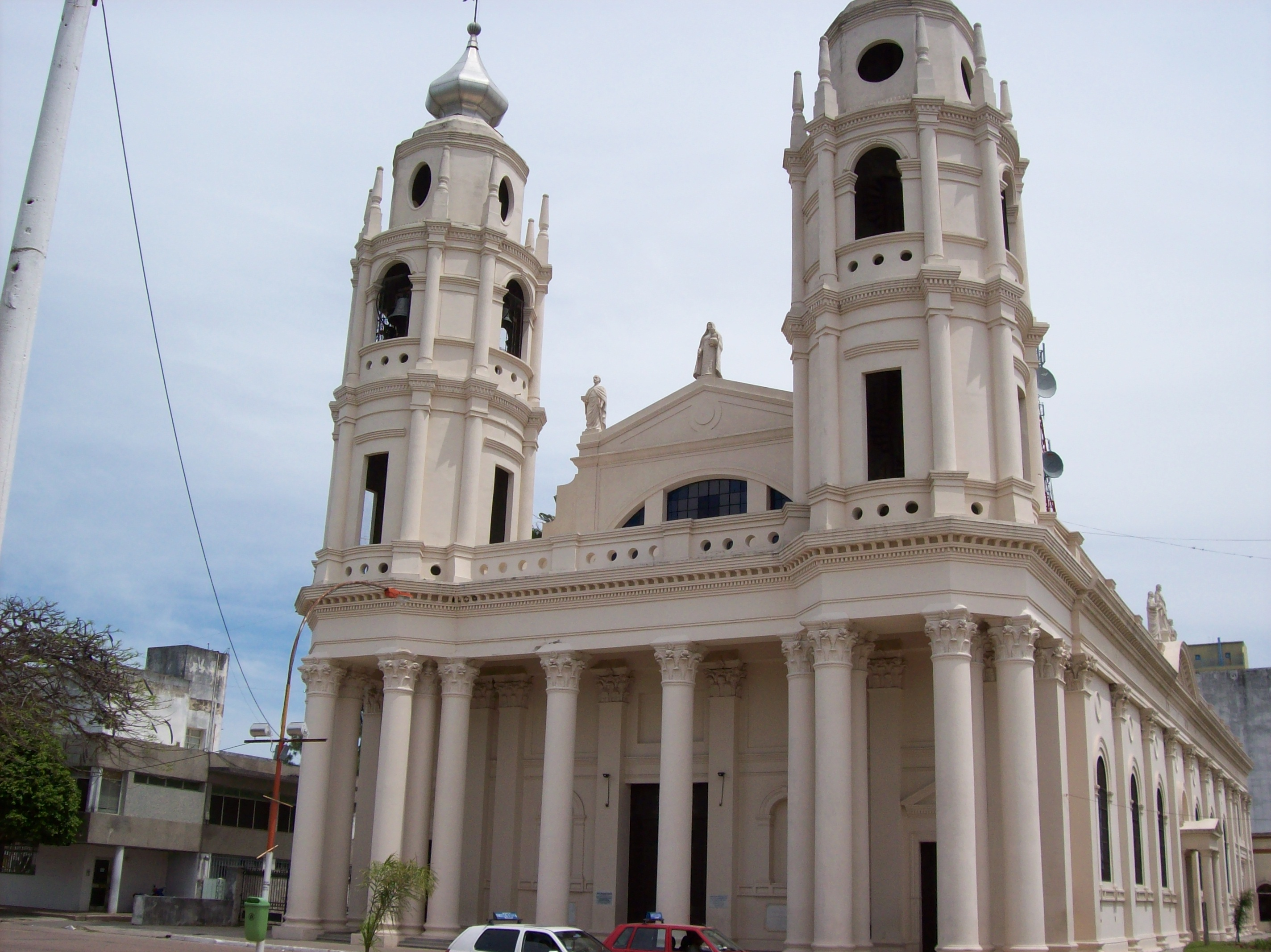
Kathedrale Nuestra Señora del Rosario, Goya
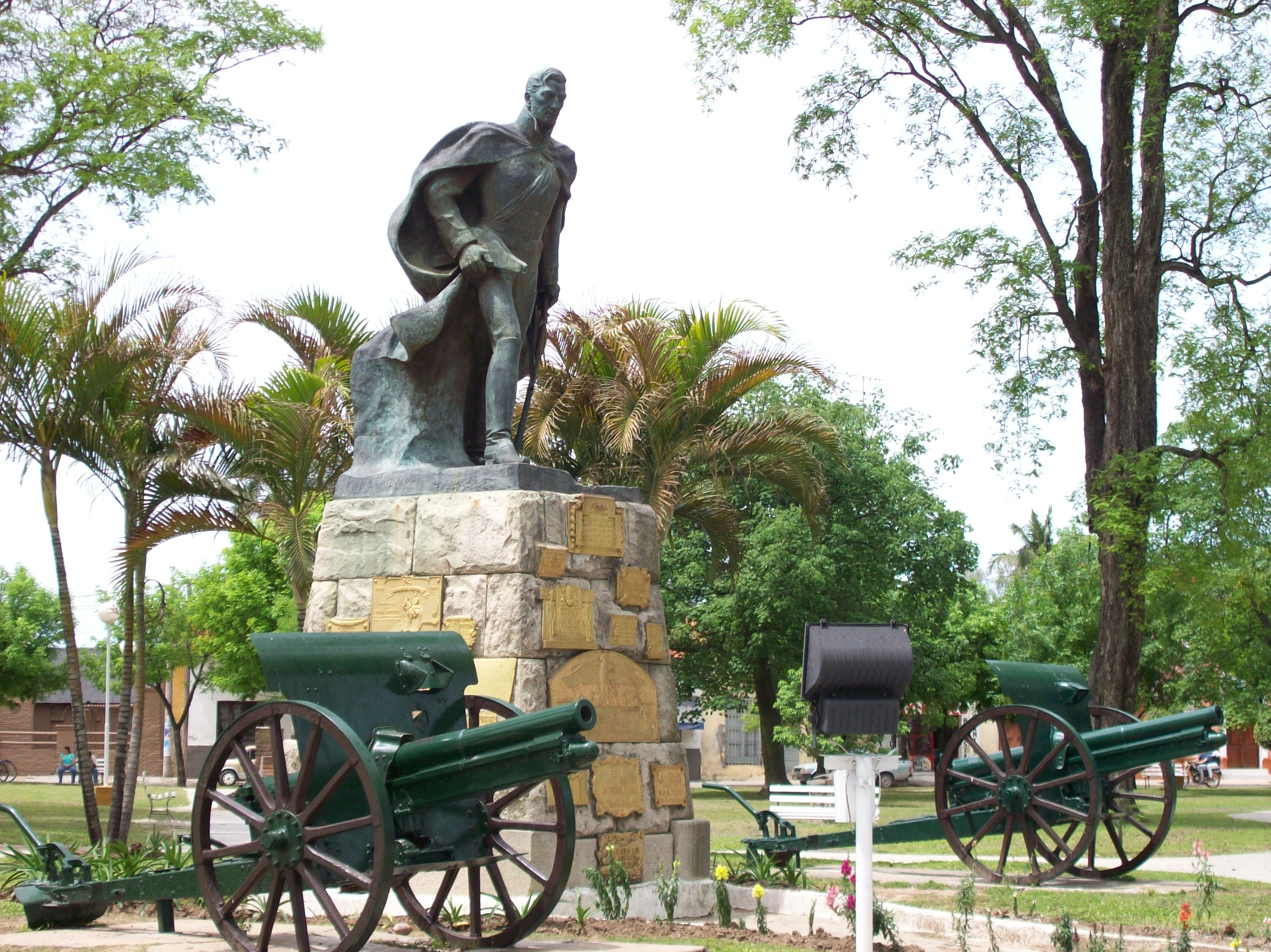
Denkmal für General San Martín